# Othelino Neto
Othelino Nova Alves Neto, mais conhecido como Othelino Neto (São Luís, 7 de julho de 1975) é um economista, jornalista e político brasileiro, filiado ao Solidariedade (SD). Othelino Neto é deputado estadual pelo Maranhão.

## Carreira política
Othelino Neto é jornalista formado pela Universidade Federal do Maranhão, onde atuou como dirigente acadêmico do curso de jornalismo. Também foi o primeiro presidente do diretório central dos estudantes do Uniceuma.
Auditor de controle externo do TCE-MA desde 2001, foi secretário do Meio Ambiente do Maranhão entre 2002 e 2006, no governo de José Reinaldo, e de 2007 a 2008, no governo de Jackson Lago. 
Foi candidato a deputado estadual nas eleições de 2006 pelo PSB, mas não obteve êxito.
Foi secretário de governo na Prefeitura de São Luís entre 2009 e 2010, na gestão de João Castelo. Entre 2011 e 2012, assumiu a Secretaria Municipal de Articulação e Desenvolvimento Metropolitano.
Em 2010, candidatou-se a deputado estadual pelo Partido Popular Socialista (PPS), obtendo a suplência. Apoiou Jackson Lago e Dilma Rousseff.
Exerceu temporariamente o mandato em 2012. Assumiu o mandato definitivamente em 2013.
Em 2014, foi reeleito deputado estadual pelo Partido Comunista do Brasil (PCdoB). Apoiou Flávio Dino e Dilma Rousseff.
Em 1 de janeiro de 2018, assumiu interinamente a presidência da Assembleia Legislativa do Maranhão, após a morte de Humberto Coutinho. É reeleito deputado estadual com 60.386 votos (2,07% do total).
Em fevereiro de 2022, chegou a anunciar sua saída do PCdoB para ingressar no PDT, do senador Weverton Rocha, porém, no mês seguinte, decidiu manter-se no partido para apoiar a reeleição de Carlos Brandão (PSB).
Foi reeleito deputado estadual com 84.815 votos em 2022.
Em março de 2023, assumiu como Secretário de Representação Institucional do Maranhão em Brasília. Deixou o cargo em novembro do mesmo e retornou ao mandato de deputado estadual. 
Em abril de 2024, anunciou que a desfiliação do PCdoB para ingressar no Solidariedade e que passaria a fazer oposição ao governo do estado.
É casado com a senadora Ana Paula Lobato. É neto do jornalista Othelino Nova Alves, redator do Jornal Pequeno, assassinado em 1967 na praça João Lisboa e filho do jornalista Othelino Filho.